# 董俊竞

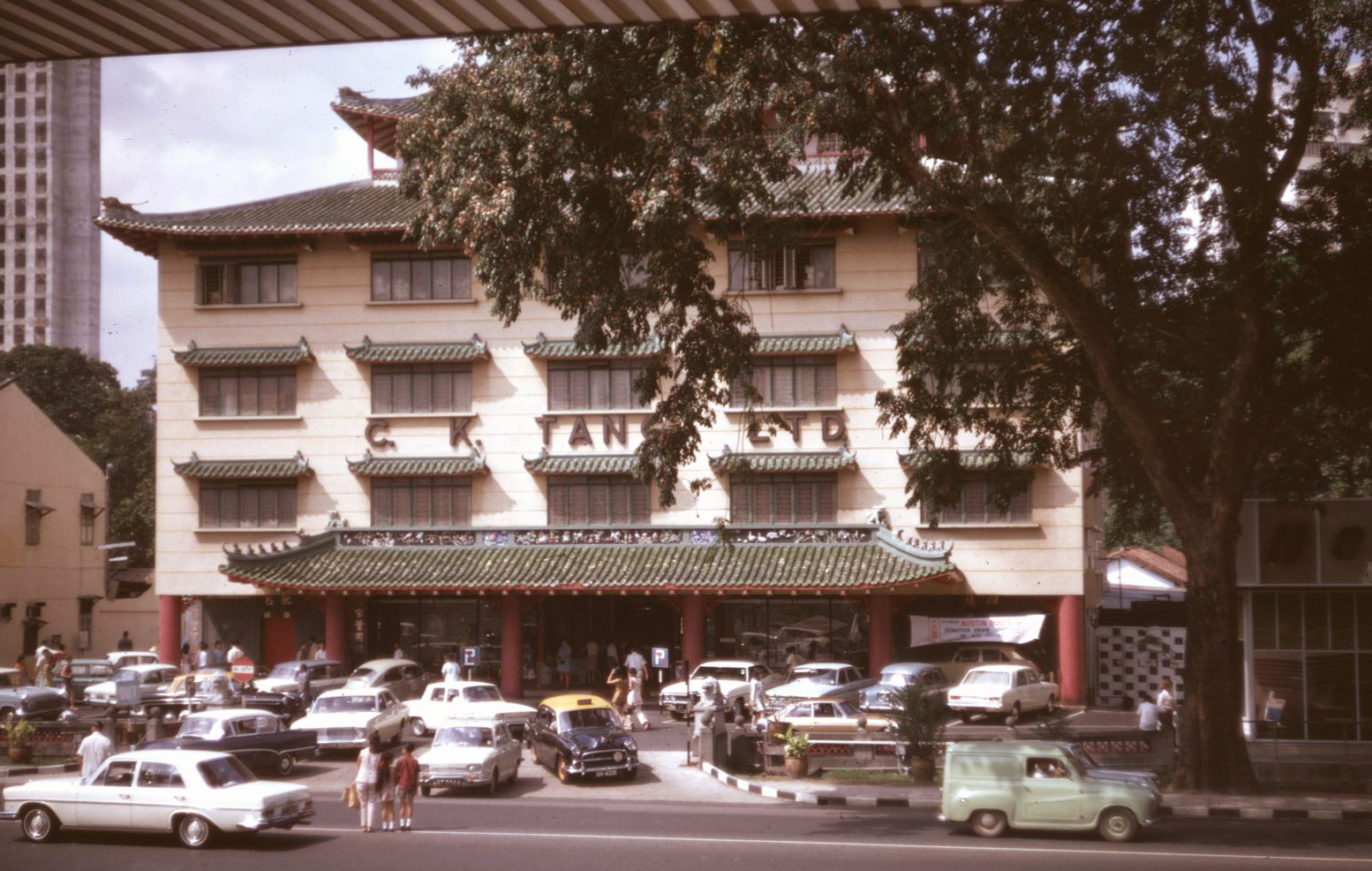
诗家董百货，1969年2月

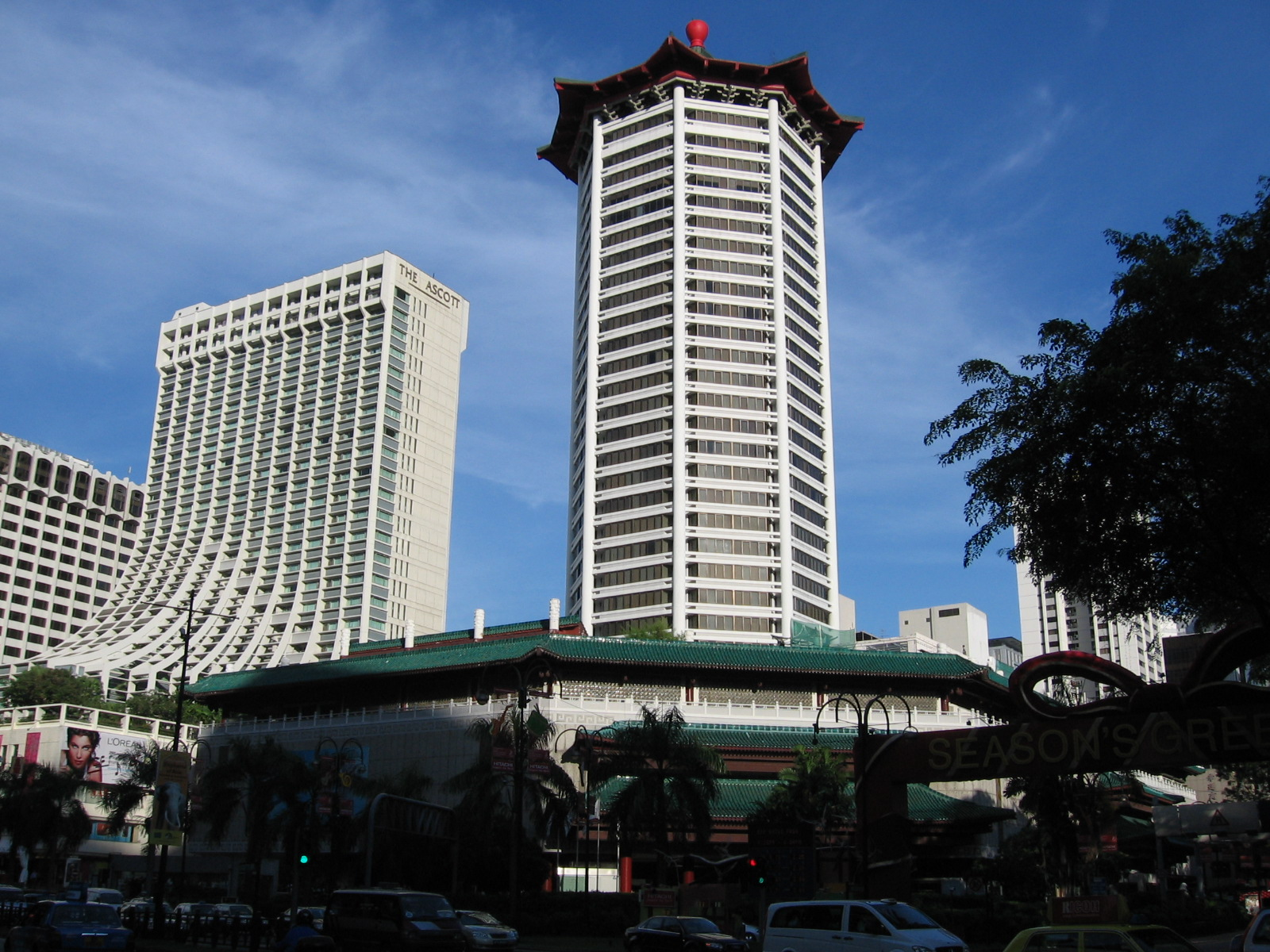
新加坡万豪董厦酒店，1982年

董俊竞 （英語：Tang Choon Keng, 1901年9月12日—2000年9月3日）是一位新加坡华人企业家，新加坡百货先驱，诗家董百货公司创始人。

## 生平
1901年出生于广东汕头，1923年只身来到新加坡，起初靠推销潮汕货品谋生，1932年凭借3千叻币在里峇峇利开设店面经营中国工艺品，1958年看中乌节路和史各士路附近地段，凭借1万叻币买下1351平地皮建起诗家董百货大楼，不久之后新加坡政府宣布将乌节路打造为商业街，地皮价格从每坪3元涨到6千元。1975年，诗家董百货公司在新加坡上市。1987年退休，将集体事务交予三个儿子中的次子董伟双负责。1991年诗家董百货公司在马来西亚首都吉隆坡开设第一家海外百货商店。
2000年9月3日在新加坡逝世，享年98岁。

## 个人生活
1960年董俊竞被四名罪犯绑架，在84小时后其家属交纳15万叻币赎金后释放。第一任妻子1980年逝世，之后续娶新夫人。其共有八位子女。